# Chertkovsky (huyện)
Huyện Chertkovsky (tiếng Nga: ? райо́н) là một huyện hành chính tự quản (raion), một trong 44 huyện như vậy của Tỉnh Rostov, Nga. Huyện có diện tích 2.766 kilômét vuông (1.068 dặm vuông), dân số ước tính vào năm 2018 là 33.321 người. Trung tâm của huyện đóng ở Chertovo. Dân số của Chertovo chiếm 29,5% của cả huyện.